# Бои в Западной Юньнани
Бои в Западной Юньнани — боевые действия китайской армии вместе с войсками союзников в 1942–45 годах против вторгшихся в Западную Юньнань японских войск.

### 1942 г.
На рубеже весны и лета 1942 года японская армия захватила Бирму и немедленно приготовилась к атаке на запад Юньнани. Ожидалось, что её наступление пройдёт вдоль Бирманской дороги, затем будет захвачена Юньнань и создастся угроза Чунцину, временной столице Китая. 
4 мая 1942 года передовые части японской армии вторглись в уезд Лунлин и стали продвигаться на Куньмин. В то же время 54 самолета провели бомбардировку Баошаня. 10 мая японцы вторглись в пограничный город Тэнчун. За короткое время большая территория Китая к западу от реки Салуин попала в руки японской армии. Китайская 71-я армия создала оборону на восточном берегу Салуина и таким образом, стабилизировала военную ситуацию. 
С мая по ноябрь 1942 года на фронтах было относительно тихо, поскольку был сезон дождей. В августе Чан Кайши потребовал от США проведения десантной операции в целях захвата Рангуна с одновременным наступлением англо-китайских войск с севера, но англичане ответили, что Бирма входит в британскую сферу и что ни в 1942-м, ни в 1943 годах у них для этого сил не будет.

### 1943 г.
В целях повышения боеспособности армии Чан Кайши американский генерал Стилуэлл разработал план поэтапной подготовки китайской армии. В индийском штате Ассам американские офицеры обучали 30 тысяч гоминьдановских войск (силы X), находившихся на полном обеспечении союзников. В провинции Юньнань создавались китайские экспедиционные войска (силы Y). Они обеспечивались китайским правительством и испытывали нехватку вооружения. К 23 марта 1943 года их численность составляла 227 345 человек. Силы X и Y по замыслам Стилуэлла предназначались для освобождения Бирманской дороги. Союзники приняли решение строить шоссейную дорогу из Ледо (Индия) через северную Бирму к Вантину (провинция Юньнань) для соединения со старой Бирманской дорогой. 
3 октября 1943 года Чан Кайши начал наступление на северную Бирму силами Бирманской экспедиционной армии. Развернулись бои на реке Салуин. 36-я дивизия вышла к восточному берегу реки, но в результате контратак была отброшена от восточного берега и отступила. В конце октября военные действия здесь закончились.

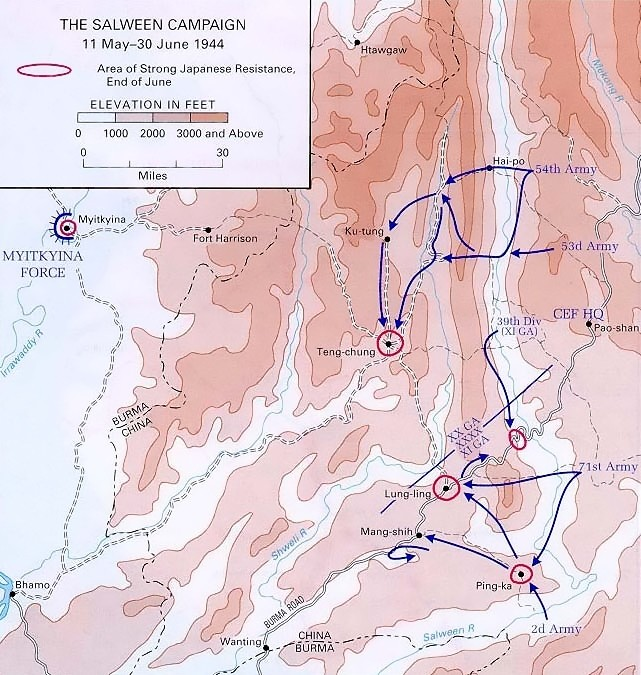
Наступление на реке Салуин. Май-июнь 1944 г.

### 1944 г.

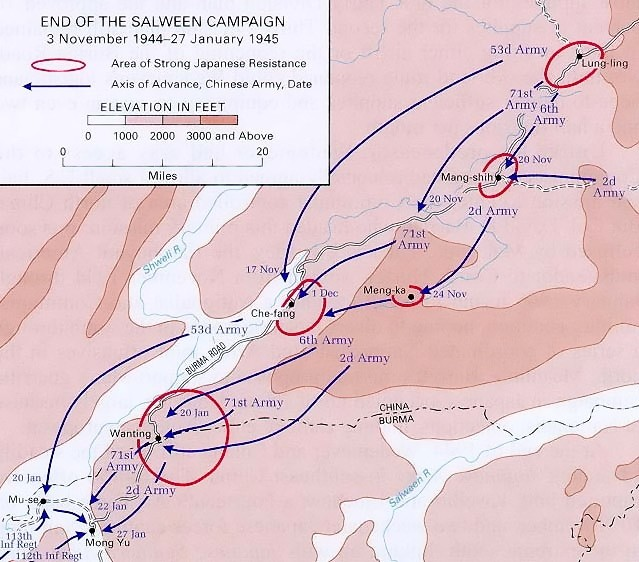
Конец наступления на реке Салуин. Ноябрь 1944-январь 1945 гг.

После неудачи в марте-апреле 1944 года японского вторжения в Индию расквартированные в Юньнани китайские войска генерала Вэй Лихуана начали наступление, и в ночь с 11 на 12 мая почти 75 000 солдат смогли форсировать реку Салуин на 300-километровом фронте. 17 мая был захвачен важный аэродром в бирманской Мьичине, но не сам город. Продвижение было остановлено неожиданно сильным сопротивлением японцев, и осада гарнизона в Мьичине продолжалась всё лето, пока он не пал 3 августа. 
В середине августа 1944 года при поддержке американской 10-й воздушной армии (свыше 240 самолетов) союзные войска перешли в общее наступление с целью выхода к реке Иравади. Велось оно в горных условиях по трем изолированным направлениям. Особенно сильное противодействие противник оказал китайским соединениям 11-я группы армий в провинции Юньнань. Японское командование считало их слабыми и решило именно здесь помешать союзным армиям соединиться и создать непрерывную сухопутную коммуникацию между Индией и Китаем. Бои принимали все более ожесточенный характер. Так, город Лунлин китайцы освободили 10 июня, но 18 июня японцы вновь захватили его и удерживали до 3 ноября. Сопротивление японцев на горе Суншань, на полпути между Лунлином и Баошанем сразу за рекой Салуин, оказалось особенно упорным и продолжалось три месяца, до 7 сентября, когда японский гарнизон был почти полностью уничтожен. Осадные операции против других японских баз в конечном итоге оказались успешными, но ценой значительного замедления темпов наступления.
Во время сезона муссонов наступила пауза в крупных наступательных действиях, и бои возобновились всерьез только в конце 1944 года. После осады Тэнчуна в августе 11-я группа армий генерала Вэй Лихуана 29 октября атаковала Лунлин и 3 ноября освободила город. Несмотря на сильные арьергардные действия 56-й японской дивизии, измученные китайские части могли продвигаться лишь медленно и 20 ноября взяли Манши, а 1 декабря, наконец, освободили Чжэфан. 

### 1945 г.
После очередного затяжного боя войска Вэя 20 января 1945 года захватили Вантин на границе с Бирмой и 27 января смогли установить связь с союзными войсками. В конце концов японская блокада Китая была прорвана. 12 января 1945 года автоколонна вышла из Ледо и 4 февраля достигла китайского Куньмина. Это был первый конвой, в результате прибытия которого китайская армия впервые с 1942 года получила столь необходимые ей боеприпасы и вооружение.